# Cintractiellaceae
Cintractiellaceae es una familia del hongo tizón del orden Ustilaginales. La familia contiene dos géneros y tres especies.

## Géneros
- Cintractiella